# Ebenezer Brown
Pour les articles homonymes, voir Brown.
Ebenezer Brown (c. 1824-5 juin 1883) est un homme politique canadien de la Colombie-Britannique. Il est député provincial indépendant de la circonscription britanno-colombienne de New Westminster District de 1875 à 1878 et de New Westminster City de 1878 jusqu'à sa démission en 1881.

## Biographie
Né vers 1824, Brown étudie en Angleterre avant de s'installer en Colombie-Britannique en 1858. Tailleur de pierre de profession, il érige la bordure du monument à la frontière de Point Roberts dans l'État de Washington et Tsawwassen (en).
Brown siège au conseil municipal de New Westminster avant d'occuper la charge président du cabinet exécutif provincial en février et septembre 1876. Réélu en 1878, il démissionne en 1881 en raison de sa santé fragile. Un autre version d'un collègue député laisse prétendre qui a démissionné pour raisons de conflits d'intérêts quant aux développements ferroviaires.
Il meurt deux ans plus tard à New Westminster en juin 1883 à l'âge de 59 ans.

## Hommage
Brownsville (en) sur la rive du fleuve Fraser, aujourd'hui dans Surrey, était nommé en son honneur en raison de la construction du premier hôtel sur place et du quai qu'il possédait,.